# مسلة لاتيران

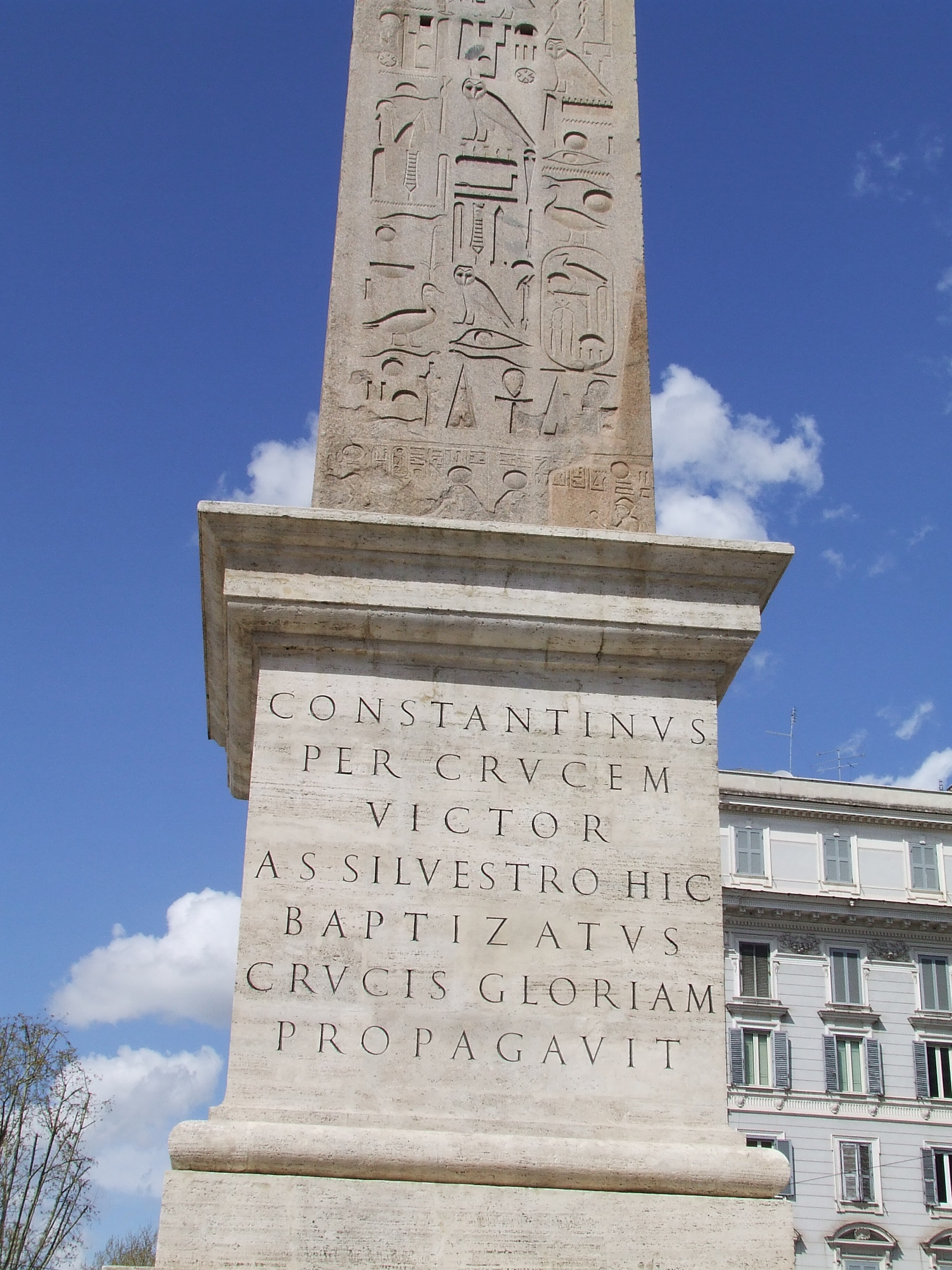
أقيمت قاعدة المسلة في عام 1588م وتزعم بشكل غير صحيح أنها تشير إلى مكان تعميد الإمبراطور قسطنطين الأول، على الرغم من أنه تم تعميده بالفعل قبل وفاته في نيقوميديا عام 337م.

مسلة لاتيران أو مسلة لاترانيس أو مسلة اللاتيران هي أكبر مسلة مصرية قديمة في العالم، وهي أيضًا أطول مسلة في إيطاليا. كانت تزن في الأصل 413 طن متري (455 طن صغير)، ولكن بعد انهيارها وإعادة بناءها أصبحت 4 متر (13 قدم) أقصر، وتزن الآن حوالي 300 طن متري (330 طن صغير).   وهي توجد في روما، في الساحة المقابلة لأركبازيليك سانت جون لاتيران ومستشفى سان جيوفاني أدولوراتا.
تم نحت المسلة حوالي عام 1400ق م في الكرنك، مصر، في عهد الفرعونين تحتمس الثالث وتحتمس الرابع. نقل الإمبراطور الروماني قسطنطينوس الثاني المسلة إلى الإسكندرية في أوائل القرن الرابع م، ثم في عام 357م شُحنت إلى روما وأقيمت في سيرك ماكسيموس(السيرك العظيم). انهارت المسلة في وقت ما بعدما هجر السيرك في القرن الخامس ودُفنت تحت الطين. تم حفرها وترميمها في أواخر ثمانينيات القرن الخامس عشر، وبأمر من البابا سيكستوس الخامس وتم وضع علي قمتها صليب مسيحي وتم تثبيتها في موقعها الحالي بالقرب من قصر لاتيران .

## تاريخ

### في مصر القديمة
في الأصل، أنشأ الفرعون تحتمس الثالث (1479-1425 قبل الميلاد) المسلة لنفسه وأخرى لوالده، ولكن لم يكتمل أي منهما قبل وفاته. أنهى حفيد تحتمس الثالث، تحتمس الرابع (1400-1390 قبل الميلاد) المسلاتان وأقامها إلى الشرق من معبد آمون الكبير في معبد الكرنك. عند اكتمالها، كانت المسلة المعروفة الآن باسم مسلة لاتيران تبلغ 32 مترًا (105 قدمًا) وهي أطول مسلة في مصر. 
تم إحضارها ومسلة أخرى، المعروفة باسم مسلة ثيودوسيوس(معروفة أيضا بمسلة تحتمس الثالث)، إلى الإسكندرية عبر نهر النيل بواسطة سفينة مسلة في أوائل القرن الرابع عام 330م بأمر من قسطنطين الأول.

### نقلها
كان ينوي قسطنطين الأول إحضار مسلتي لاتيران وثيودوسيوس إلى القسطنطينية، العاصمة الجديدة التي أختارها للإمبراطورية الرومانية، ولكن مات الملك عام 337م قبل أن يفعل ذلك، فبقت المسلة في الإسكندرية لبضعة عقود حتي نقل قنسطانطيوس الثاني(أبن قسطنطين الأول) مسلة لاتيران من الإسكندرية إلى روما عندما قام بزيارته الوحيدة هناك عام 357م. 
أفاد أميانوس مارسيليانوس أن أغسطس قيصر كان يفكر في نقل هذه المسلة، ثم اضطر للتخلي عن هذه الفكرة واختار واحدة ذات حجم أصغر، بسبب الصعوبات الفنية لنقلها في ذلك الوقت.

### في إيطاليا

#### سيرك ماكسيموس
تم نصب المسلة في سيرك ماكسيموس بالقرب من المسلة المصرية المسماة بمسلة فلامينيو، والتي كانت قائمة منذ 10 ق.م حيث تم تثبيتها بأمر من أغسطس قيصر لتزيين سيرك ماكسيموس. map بقي كلاهما هناك، حتى بعد سقوط الإمبراطورية الرومانية الغربية في القرن الخامس، وتم التخلي عن سيرك ماكسيموس ففي النهاية انهارتا أو أزيلا. تم دفنهما في نهاية المطاف بالطين والفضلات التي يحملها تيار صغير بمرور الوقت.
كتابات الأشخاص الأوائل تقول أن القاعدة (الرومانية) الأصلية للنصب التذكاري لا تزال موجودة في سيرك ماكسيموس حتى أواخر عام 1589م.  احتوت على قصة نقل ورفع وتفاني قسطنطينوس لمسلة «والده» المنقوشة على جوانبها الأربعة باعتبارها قصيدة طويلة. 

#### ساحة سان جيوفاني في لاتيرانو

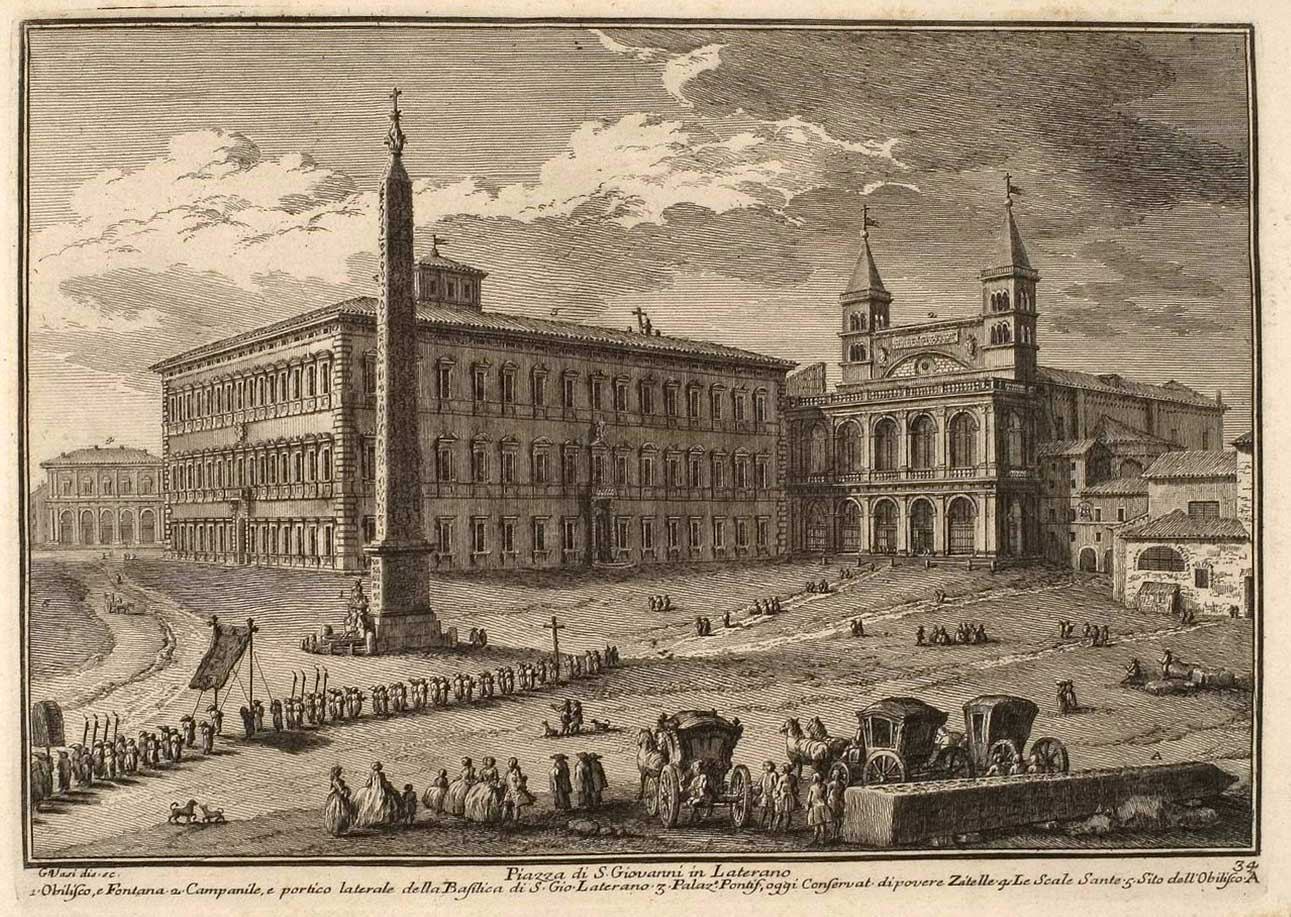
صورة للمسلة لجوزيبي فاسي عام 1752م

على الرغم من العثور على قطع من المسلة في القرنين الرابع عشر والخامس عشر، إلا أن التنقيب الجاد لم يكن ممكناً إلا تحت قيادة البابا سيكستوس الخامس. تم العثور علي ثلاث قطع من مسلة لاتيران في عام 1587م ، وبعد ترميمها من قبل المهندس المعماري دومينيكو فونتانا، أعيد نصب المسلة حوالي 4 متر (13 قدم) أقصر. عندما أقيمت بالقرب من قصر لاتيران وكاتدرائية القديس يوحنا اللاتراني في 9 أغسطس 1588م، أصبحت آخر مسلة مصرية قديمة نصبت في روما. كان موقع المسلة سابقًا المكان الذي وقف فيه تمثال الفروسية لماركوس أوريليوس حتى عام 1538م، عندما تم نقله لتزيين بيازا ديل كامبيدوجليو في هضبة كابيتولين.
كانت المسلة تعلوها صليب مسيحي وزينت قاعدة المسلة بنقوش تشرح تاريخها المصري ورحلتها إلى الإسكندرية وروما، وتذكر معمودية قسطنطين الكبير.

## المواقع السابقة
- لاتيران في معبد الكرنك في مدينة الأقصر(سابقا مدينة الكرنك)، مصر:25°43′7.46″N 32°39′26.64″E / 25.7187389°N 32.6574000°E
- لاتران في سيرك ماكسيموس(السيرك العظيم) في روما، إيطاليا:41°53′6.31″N 12°29′14.45″E / 41.8850861°N 12.4873472°E

## فهرس
- L. Richardson, jr, A New Topographical Dictionary of Ancient Rome, Baltimore - London 1992. pp. 273 (ردمك 0801843006)
- Ammianus Marcellinus, Res Gestae (a Fine Cornelii Taciti), XVII,4,6-17
- A. Pollet, Virtual Roma - Obelisks part I